# Österreichische Fußballnationalmannschaft (U-15-Junioren)
Die österreichische Fußballnationalmannschaft der U-15-Junioren ist eine österreichische Fußball-Juniorennationalmannschaft. Sie repräsentiert den ÖFB als Auswahlmannschaft in der U-15-Altersklasse. Spielberechtigt sind Spieler, die ihr 15. Lebensjahr noch nicht vollendet haben und die österreichische Staatsbürgerschaft besitzen; bei Einladungsturnieren kann hiervon gegebenenfalls abgewichen werden.
Die U-15-Nationalmannschaft ist die Verbandsauswahlmannschaft mit dem niedrigsten Altersniveau. Da in dieser Altersklasse keine offiziellen Turniere seitens UEFA oder FIFA organisiert werden, steht die Sichtung von Nachwuchstalenten im Vordergrund.
Seit Frühjahr 2021 betreut Manfred Zsak als Nachfolger des zum U-16-Auswahltrainer – und damit 2005 geborenen Jahrgangs – aufgestiegenen Teamchefs Oliver Lederer den 2006 geborenen Jahrgang.